# Sleeping Awake
Singles de POD
Satellite
(2002) Will You
(2003)
Sleeping Awake (souvent mal orthographié comme Sleeping Away) est le single de POD extrait de l'album The Matrix Reloaded: The Album. La bande originale du film, distribué par Warner Bros. Records/Maverick Records,  est sortie le 6 mai 2003, le single à lui était disponible à partir du 26 mai. La version américaine du single contient uniquement la chanson alors que la version distribué au Royaume-Uni et en Australie, sortie le 3 juin, contient en plus le clip et deux autres chansons.
Sleeping Awake est aussi sortie en tant que piste bonus sur l'édition distribuée au Japon de l'album studio de POD, Payable on Death. Cette version est sortie le 1er décembre 2003.
Le clip et les paroles de la chanson sont directement inspirés du film The Matrix Reloaded. Le refrain contient la phrase "dreaming of Zion", qui fait référence à la dernière citée peuplée par des hommes sur Terre, telle qu'elle est décrite dans le film. 

## Clip
Le single Sleeping Awake, qui a commencé à être diffusé le 5 avril, et dont le clip a été réalisé par Marc Webb, est passé de nombreuses fois à la radio avant sa sortie. Le clip montre deux versions du groupe jouant le morceau. Dans une pièce, le groupe joue habillé entièrement en noir avec des lunettes de soleil, à l'image des personnages des films Matrix. A un moment, on voit le chanteur Sonny Sandoval faire de la télékinésie pour faire léviter des cubes pour enfants où sont écrites des lettres, et ainsi former le mot « ONE » à partir du mot « NEO ». La seconde pièce semble être une chaufferie, et dans cette pièce le groupe est habillé en blanc. On s'aperçoit qu'ils sont chacun l'image de l'autre à travers un miroir, positionnés et se déplaçant de la même manière - ceux vêtus de noir jouent de leurs instruments de la main gauche pour aborder le thème. À la fin de la vidéo, la note finale de la chanson brise en verre qui sépare les deux pièces, ce qui permet aux deux groupes de se voir.

"Sleeping Awake" marque les débuts du nouveau guitariste de POD, Jason Truby. Pendant le tournage du clip, Sandoval a avoué que, bien que le groupe ait sérieusement considérer de dissoudre le groupe après le départ de Marcos Curiel (qui depuis a rejoint le groupe), "Jason nous a fait une faveur en nous aidant sur cette chanson, et puis une fois que tout a été dit et fait ça a, en quelque sorte, confirmé que nous devions peut-être continuer à faire ce que nous aimions... et c'est faire de la musique. Donc, maintenant il nous aide à le faire."

## Liste des pistes

### Version US
1. Sleeping Awake

### Version UK/Australie
1. Sleeping Awake (3:23) par POD
2. Bruises (Album version)  (2:36) par Unloco
3. The Passportal (Album version) (2:55) par Team Sleep

- Sleeping Awake (Clip)

## Classements
| Classement                       | Position |
| -------------------------------- | -------- |
| Billboard Mainstream Rock Tracks | 20       |
| Billboard Modern Rock Tracks     | 14       |
| UK Singles Chart                 | 42       |